# Torre de Querol
Torre de Querol (en francés: Latour-de-Carol; en catalán: la Tor de Querol) es una localidad  y comuna francesa, situada en el departamento de Pirineos Orientales. Por su término discurre el río Querol.
A sus habitantes se les conoce por el gentilicio en francés de Carolans o Querolans o de querolans, querolanes en catalán.

## Geografía
Situada en la Alta Cerdaña, en el antiguo territorio de la Cerdaña francesa, atravesada por el río Querol, afluente del Segre, colinda con España. 
Es un paso y vía de comunicación importante, con su estación ferroviaria internacional  "Latour-de-Carol-Enveitg" situada en la confluencia de tres líneas ferroviarias:
- hacia el noroeste, por el valle del río Ariège hacia Toulouse y París. Ancho internacional (1435 mm), tensión eléctrica de 1,5 kV y alimentación por catenaria.
- hacia el este, la línea de la Cerdaña (el Tren amarillo). Ancho métrico (1000 mm), tensión eléctrica de 850 V y alimentación por tercer raíl.
- hacia el sur, hacia Puigcerdá y Barcelona (España). Ancho ibérico (1668 mm), tensión eléctrica de 3 kV y alimentación por catenaria.

Estas circunstancias hacen de la estación de Latour-de-Carol-Enveitg un caso único en Europa.

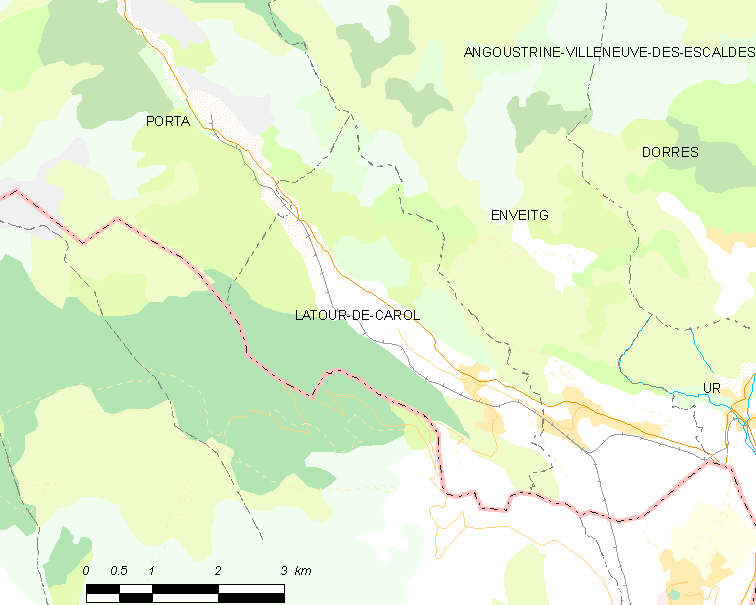
Situación de Latour-de-Carol

## Lugares de interés

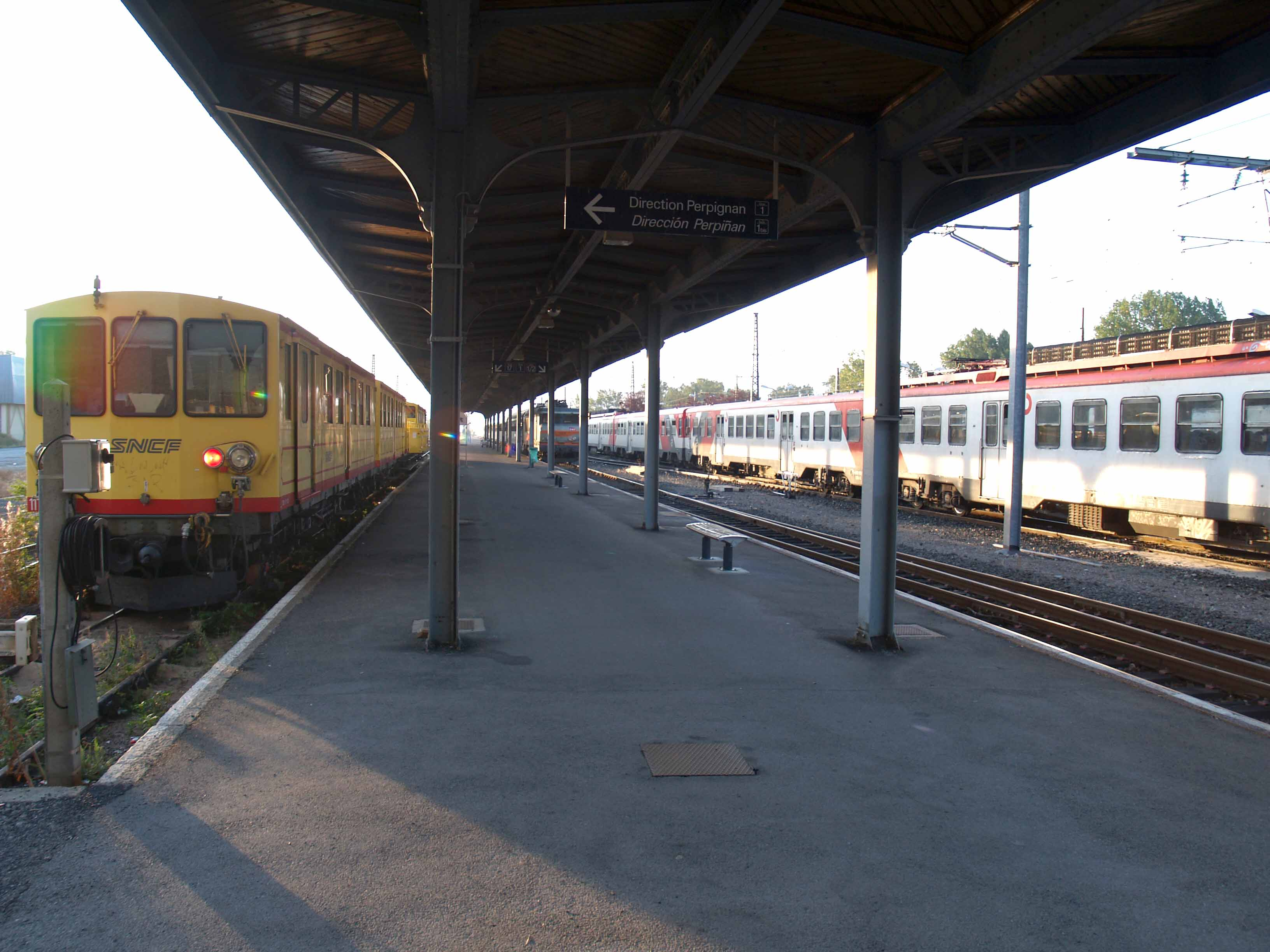
El tren amarillo.

- La estación de ferrocarril internacional que conecta España con Francia, con la particularidad de tener tres anchos de vía (internacional, vía estrecha y ancho ibérico) y a la vez tres tipos diferentes de alimentación eléctrica (750 V DC por 3.er raíl, 1,5 kV DC, y 3 kV DC).
- Vestigios y torre medieval del antiguo castillo casi derrumbado totalmente. La torre en pie da el nombre a la comuna (Tour=torre)

## Demografía
| 359 | 359 | 381 | 390 | 364 | 367 |
| Para los censos de 1962 a 1999 la población legal corresponde a la población sin duplicidades (Fuente: INSEE [Consultar]) |     |     |     |     |     |